# Alberto Sarti
Alberto Sarti (Livorno, 1858 - [dps 1919]) foi um maestro, compositor e professor de canto italiano, bastante referenciado na imprensa portuguesa entre finais do séc. XIX, inícios do séc. XX.     

## Biografia

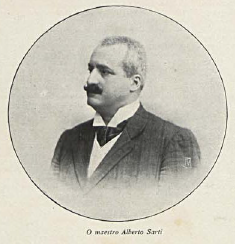
Maestro Alberto Sarti

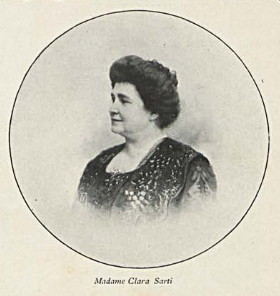
Clara Sarti

Alberto Sarti nasceu em Livorno, no seio de uma família de artistas (entre os seus antepassados estaria Giuseppe Sarti, mestre de Cherubini). O seu irmão, Gualtiero Sarti, também foi violoncelista e compositor, mas terá falecido com cerca de 22 anos.
Estudou no Conservatório de Florença, onde teve Mabellini como professor de composição e Bioggi como professor de piano. Mais tarde, foi regente de orquestra nos teatros de Florença, Livorno, Ancona, Signa e Macerata.
Ainda em Itália, casou-se com Clara Sonnemann.
No final do séc. XIX, em 1886, foi contratado como diretor de orquestra para o Teatro S. João, no Porto (Portugal). Posteriormente, trabalhou como primeiro maestro no Real Coliseu de Lisboa e foi contratado pela empresa Valdez para o Teatro Nacional de S. Carlos, para as épocas de 1890-91 e para 1892.
De seguida, dedicou-se ao ensino do canto e fundou a Schola Cantorum, uma escola dedicada à valorização da música religiosa.

## Obras
As suas obras podem dividir-se em: 

### Grande Orquestra
- Evocazione, paráfrase para grande orquestra, solos e coros sobre a Andante da Sonata Patética de Beethoven, com versos de Dante.
- Serenata, texto popular de Águeda.
- 12 Paráfrases, sobre temas clássicos e autores célebres.

### Canto e Piano
- Rondine Amica
- Se tu volessi
- Valsa lenta
- I divini occhi tuoi
- Canzone di inverno
- Canzone di autunno
- Canto di Mignon
- Dolce visione
- Amor segreto
- Rose di Coimbra
- Testament d'amour
- Dernière prière
- Tendresse
- Les chaînes
- Le chant de la pluie
- Le baiser
- Les cheveux
- Les deux coeurs
- Détachement
- Pourquoi rougissent les roses, poema de Maurice Bosch
- Canção do passado, com letra de D. Luthgarda Caires
- Moreninha, com letra de Alberto Monsaraz
- Sinos ao longe, com letra de Affonso Lopes Vieira
- Dança de roda, com letra de D. Luthgarda Caires
- Á Desgarrada, com letra de D. Luthgarda Caires
- Duvida, com letra de Júlio Dantas
- Canção do mar bravo, com letra de Ribeiro de Carvalho
- Canção da barca, com letra de D. Luthgarda Caires
- Passeio de Santo António, com letra de Augusto Gil
- Com os olhos a chorar, com letra de Vicente Arnoso

- Villancete, com versos de Carvalho Osório